# فاونتن این (کارولینای جنوبی)
فاونتن این(به انگلیسی: Fountain Inn) شهری در ایالت کارولینای جنوبی کشور ایالات متحده آمریکا است که جمعیت آن در سرشماری سال ۲۰۱۰ میلادی، ۷٬۷۹۹ نفر بوده‌است.